# Amplypterus mindanaoensis
Amplypterus mindanaoensis là một loài bướm đêm thuộc họ Sphingidae. Loài này có ở Philippines.